# Recklinghausen-Land
Die Gemeinde Recklinghausen-Land, im 19. Jahrhundert auch als Kirchspiel Recklinghausen bezeichnet, war bis 1926 eine Gemeinde im Kreis Recklinghausen in der preußischen Provinz Westfalen. Sie umfasste Teile der heutigen Städte Herten, Marl, Oer-Erkenschwick und Recklinghausen.

## Geographie

Die beiden Teile der Gemeinde Recklinghausen-Land, auf dieser Karte von 1889 als Kirchspiel Recklinghausen bezeichnet

Die Gemeinde Recklinghausen-Land bestand aus zwei räumlich getrennten Teilen. Der größere Gebietsteil erstreckte sich westlich und nördlich der Stadt Recklinghausen und umfasste die Bauerschaften Bockholt, Disteln (mit Backum), Ebbelich, Hochlar, Hochlarmark, Langenbochum, Lenkerbeck, Löntrop (mit Hüls und Korthausen), Scherlebeck, Speckhorn (mit Börste) und Stuckenbusch. Der kleinere Gebietsteil, der sich östlich der Stadt Recklinghausen erstreckte, bestand aus den vier Bauerschaften Berghausen, Erkenschwick, Essel und Röllinghausen. Im Jahre 1895 besaß die Gemeinde eine Fläche von 68,4 km².

## Geschichte
Die Gemeinde Recklinghausen-Land ging aus dem alten Kirchspiel Recklinghausen hervor. Seit 1844 gehörte sie zum Amt Recklinghausen im Kreis Recklinghausen. In der zweiten Hälfte des 19. Jahrhunderts entstanden auf dem Gemeindegebiet mehrere große Steinkohlezechen, was zu einem starken Bevölkerungsanstieg führte. 1925, im vorletzten Jahr ihres Bestehens, war die Gemeinde Recklinghausen-Land – von den Städten abgesehen – die größte Gemeinde im Deutschen Reich.
Die Gemeinde wurde am 1. April 1926 durch das Gesetz über die Neuregelung der kommunalen Grenzen im rheinisch-westfälischen Industriebezirke aufgelöst. Berghausen, Bockholt, Börste, Essel, Hochlar, Hochlarmark, Röllinghausen, Speckhorn und Stuckenbusch kamen zur Stadt Recklinghausen, Hüls, Lenkerbeck und Löntrop kamen zur Gemeinde Marl, Scherlebeck, Disteln, Ebbelich und Langenbochum kamen zur Gemeinde Herten und Erkenschwick kam zur Gemeinde Oer-Erkenschwick.

## Bergbau
In der Gemeinde Recklinghausen-Land bestanden unter anderem die Steinkohlezechen Ewald Fortsetzung in Erkenschwick, König Ludwig in Röllinghausen, Recklinghausen in Hochlarmark und Schlägel & Eisen in Disteln.

## Einwohnerentwicklung
| Jahr | Einwohner | Quelle |
| ---- | --------- | ------ |
| 1833 | 3.792     | [ 6 ]  |
| 1858 | 3.693     | [ 1 ]  |
| 1871 | 3.779     | [ 7 ]  |
| 1885 | 5.407     | [ 8 ]  |
| 1895 | 8.776     | [ 2 ]  |
| 1910 | 41.087    | [ 9 ]  |
| 1925 | 54.451    | [ 10 ] |